# Pseudogonatopus hospes
Pseudogonatopus hospes är en stekelart som beskrevs av Perkins. Pseudogonatopus hospes ingår i släktet Pseudogonatopus och familjen stritsäcksteklar. Inga underarter finns listade i Catalogue of Life.